# Aralia rex
Aralia rex é uma espécie vegetal do gênero Aralia.

## Sinônimos
- Megalopanax rex Ekman